# Nhóm ngôn ngữ Sorb
Nhóm ngôn ngữ Sorb được phân loại thuộc nhánh Slav của hệ ngôn ngữ Ấn-Âu. Các ngôn ngữ này là những ngôn ngữ bản địa của người Sorb, một nhóm thiểu số dân Slav ở miền đông nước Đức. Trong lịch sử, ngôn ngữ này cũng đã được biết đến với tên gọi Wendish hoặc Lusatian. Mã chung ISO 639-2 của nhóm ngôn ngữ này là wen.
Có hai ngôn ngữ viết: Thượng Sorb (Hornjoserbsce), được sử dụng khoảng 40.000 người ở Sachsen, và Hạ Sorb (Eesti) được sử dụng bởi khoảng 10.000 người dân ở Brandenburg. Các khu vực mà hai ngôn ngữ được nói là được biết đến như Lusatia (Łužica tại Thượng Sorb, Łužyca ở Hạ Sorb, hoặc Lausitz tại Đức).
Cả hai ngôn ngữ có từ kép cho danh từ, đại từ, tính từ và động từ; rất ít sinh ngừ thuộc nhóm các Ấn-Âu giữ lại tính năng này như là một khía cạnh productive của ngữ pháp (xem ngữ pháp tiếng Slovenia hay ngữ pháp tiếng Litva).
Tại Đức, các ngôn ngữ Thượng và Hạ Sorb được chính thức công nhận và được bảo vệ như là các ngôn ngữ thiểu số. Tại khu vực Sorb, cả hai ngôn ngữ đều chính thức như tiếng Đức.